# Masirana bandoi
Masirana bandoi là một loài nhện trong họ Leptonetidae.
Loài này thuộc chi Masirana. Masirana bandoi được miêu tả năm 1986 bởi Nishikawa.